# Advances in Difference Equations
Advances in Difference Equations is een internationaal, aan collegiale toetsing onderworpen open access wetenschappelijk tijdschrift op het gebied van de
wiskunde.
De naam wordt in literatuurverwijzingen meestal afgekort tot Adv. Differ. Equ-Ny.
Het tijdschrift wordt uitgegeven door Springer Science+Business Media, en werd eerder uitgegeven door Hindawi Publishing Corporation. Het eerste nummer verscheen in 2004.